# Лапса, Андрей Карлович
Андрей Карлович Лапса (латыш. Andrejs Lapsa; род. 23 апреля 1968) — советский и латвийский футболист, защитник, латвийский футбольный тренер. Выступал за сборную Латвии.

## Биография
Дебютировал в соревнованиях мастеров в 1989 году в составе рижской «Даугавы», игравшей во второй лиге СССР. Вторую часть сезона 1989 года провёл в клубе «Звейниекс» (Лиепая), также игравшем во второй лиге. В 1990 году вернулся в «Даугаву» и стал серебряным призёром зонального турнира, клуб по итогам сезона заслужил право на выход в первую лигу. В 1991 году в составе команды, переформированной в «Пардаугаву», сыграл 12 матчей в первой лиге.
В высшей лиге Латвии дебютировал в 1993 году в составе клуба ДАГ (Рига). Затем играл за другие рижские клубы — «Видус» и «Пардаугава». После расформирования «Пардаугавы» в ходе сезона 1995 года перешёл в эстонскую «Лантану» (Таллин), с этим клубом стал чемпионом Эстонии сезона 1995/96. В 1997 году присоединился к дебютировавшему в высшей лиге Латвии «Вентспилсу» и провёл в клубе три сезона до окончания карьеры, был капитаном команды. Бронзовый призёр чемпионата Латвии 1998 и 1999 годов.
Всего в высшей лиге Латвии сыграл 98 матчей и забил 2 гола, в высшей лиге Эстонии — 12 матчей и 1 гол. В составе «Лантаны» и «Вентспилса» принимал участие в играх еврокубков.
В национальной сборной Латвии провёл один матч — 19 августа 1998 года в товарищеской игре против Исландии (1:4) вышел на замену на 40-й минуте, но уже на 67-й минуте был заменён.
После окончания игровой карьеры стал тренером. По состоянию на 2002 год входил в тренерский штаб «Вентспилса». В 2007—2008 годах возглавлял клуб «Виндава» (Вентспилс), с которым в 2007 году одержал победу в первой лиге и провёл следующий сезон в высшей лиге, где клуб занял восьмое место из 10 участников. В 2016—2018 годах тренировал клуб первой лиги «Тукумс 2000». В 2021 году назначен тренером клуба первой лиги «Супер Нова» (Олайне), с которым стал третьим призёром первой лиги и заслужил право на выход в высшую лигу. В июне 2022 года покинул команду. Имеет тренерскую лицензию «А».

## Достижения
- Чемпион Эстонии: 1995/96
- Бронзовый призёр чемпионата Латвии: 1998, 1999
- Победитель первой лиги Латвии: 2007 (как тренер)